# Gran Premio de Houston

Mapa del circuito callejero de Houston de las ediciones 2006 y 2007.

El Gran Premio de Houston (en inglés: Grand Prix of Houston) es una carrera de automovilismo de velocidad disputada en dos circuitos callejeros de la ciudad de Houston, Texas, Estados Unidos entre los años 1998 y 2007, y luego a partir de 2013. La competencia fue fecha puntuable de Champ Car y la Fórmula Atlantic en todas sus ediciones hasta 2007, la American Le Mans Series en 2006 y 2007, la IndyCar Series desde 2013, y la Indy Lights en 2000 y 2013.
En la primera etapa del Gran Premio de Houston (1998 a 2001), la carrera usó un recorrido de 2457 metros cerca del centro de convenciones George R. Brown, y tuvo lugar la última semana de septiembre o la primera de octubre. En la segunda etapa (2006 y 2007), la carrera se corrió en un trazado de 2720 metros en la zona del Reliant Park: la edición de 2006 se disputó en mayo, y la de 2007 en abril. En 2006, dos de las carreras se corrieron de noche: la ALMS el sábado y la Champ Car el domingo.
Se volverá a disputar el Gran Premio de Houston en 2013, nuevamente en Reliant Park, en este caso con la IndyCar Series como evento principal.

## Ganadores

### Monoplazas
| Año              | Piloto                           | Automóvil         | Equipo           |
| CART / Champ Car | CART / Champ Car                 | CART / Champ Car  | CART / Champ Car |
| ---------------- | -------------------------------- | ----------------- | ---------------- |
| 1998             | Dario Franchitti                 | Reynard Honda     | Green            |
| 1999             | Paul Tracy                       | Reynard Honda     | Green            |
| 2000             | Jimmy Vasser                     | Lola Toyota       | Ganassi          |
| 2001             | Gil de Ferran                    | Reynard Honda     | Penske           |
| 2006             | Sébastien Bourdais               | Lola Cosworth     | Newman/Haas      |
| 2007             | Sébastien Bourdais               | Panoz Cosworth    | Newman/Haas      |
| IndyCar Series   |                                  |                   |                  |
| 2013             | Scott Dixon (primera carrera)    | Dallara Honda     | Ganassi          |
| 2013             | Will Power (segunda carrera)     | Dallara Chevrolet | Penske           |
| 2014             | Carlos Huertas (primera carrera) | Dallara Honda     | Dale Coyne       |
| 2014             | Simon Pagenaud (segunda carrera) | Dallara Honda     | Schmidt Peterson |

### American Le Mans Series
| Año  | LMP1                         | LMP2                       | GT1                            | GT2                          |
| ---- | ---------------------------- | -------------------------- | ------------------------------ | ---------------------------- |
| 2006 | Audi Sport North America     | Intersport Racing          | Corvette Racing                | Alex Job Racing              |
| 2006 | Allan McNish Rinaldo Capello | Clint Field Liz Halliday   | Oliver Gavin Olivier Beretta   | Mike Rockenfeller Klaus Graf |
| 2007 | Audi Sport North America     | Penske Racing              | Corvette Racing                | Risi Competizione            |
| 2007 | Allan McNish Rinaldo Capello | Romain Dumas Timo Bernhard | Johnny O'Connell Jan Magnussen | Mika Salo Jaime Melo Jr.     |

### Indy Lights
| Año  | Piloto      |
| ---- | ----------- |
| 2000 | Casey Mears |
| 2013 | Sage Karam  |

### Fórmula Atlantic
| Año  | Piloto          |
| ---- | --------------- |
| 1998 | Anthony Lazzaro |
| 1999 | Andrew Bordin   |
| 2000 | Andrew Bordin   |
| 2001 | Joey Hand       |
| 2006 | Andreas Wirth   |
| 2007 | Raphael Matos   |